# El sodero de mi vida
El sodero de mi vida es una telecomedia argentina producida por Pol-ka Producciones para Canal 13. Cuenta con las participaciones principales de Andrea del Boca, Dady Brieva, Alberto Martín y Fabián Mazzei.

## Sinopsis
Alberto (Dady Brieva) está a cargo de la sodería que hace cincuenta años montó su padre con mucho esfuerzo, está a punto de perder su negocio por lo que decide aceptar la oferta de Hipólito (Alberto Martín), el padre de Sofía (Andrea Del Boca), de comprar la fábrica.
Creyendo que esto será una inversión que le permitirá modernizarse, pretende quedarse con un pequeño porcentaje y el gerenciamiento de la sodería, sin saber que el plan de Hipólito y su socio Orlando (Fabián Mazzei), la pareja de Sofía, es tirar abajo la fábrica, para levantar en su terreno una moderna torre.
Alberto por un lado zafará de las deudas que tiene, pero por el otro al enterarse del verdadero objetivo enfrentará a sus nuevos socios y hará lo posible para evitar perder ese pedazo de su vida.
Sofía es psicóloga y sexóloga, brillante en su profesión, que crio sola a su hijo de siete años cuando el padre se desentendió, y a la que se le complicó la vida en lo económico. Su vida guiada por la razón, y su tranquilidad al lado de un hombre como Orlando que le resuelve todos sus problemas se verá alterada cuando irrumpa en su corazón la presencia de un Alberto emocional, apasionado, fogoso y seductor, que con toda la ternura del mundo le mostrará que aún sabe pegarle otra vuelta a su vida.
Alberto y Sofía se enamoran a primera vista. Y aunque piensan de manera diferente acerca de las distintas situaciones que les propone la vida, cuando no se ven no pueden dejar de pensar en el otro.
Sofía dilata la insistente propuesta que le hace Orlando de convivir porque en el fondo no está enamorada de él. Siente que Orlando no tiene un buen vínculo con su hijo. No le sucederá lo mismo con Alberto que establecerá con el niño un vínculo afectivo que muchas veces reemplazará a la imagen de padre ausente. Y esto la meterá en problemas porque Alberto no es hombre de una sola mujer. Con muchas de sus clientas tiene una historia de amor.
Sofía no para de trabajar. Además del consultorio de sexología que establecerá en el barrio, atiende el gabinete psicopedagógico de varias escuelas. A una de ellas concurre Anita (Jimena Barón), la hija extramatrimonial de Hipólito, sin saberlo su media hermana, con quien se relaciona creando un lazo de afecto. Hipólito, el padre de Sofía, lleva una doble vida, y esto es un secreto que oculta ante toda la familia.
Alberto es el mayor de tres hermanos. El que le seguía, menor apenas por horas era su hermano gemelo Quique, que ha muerto hace catorce años en un accidente. Por eso se hizo cargo de su cuñada Leonor (Carola Reyna) quien lo ayuda eficientemente en la sodería llevando la contabilidad, y quien también lo ama secretamente. También cuida mucho a su sobrina Romina (Dolores Fonzi), una niña en el cuerpo de una mujer. Alberto ama a su madre Delia (Perla Santalla) y con paciencia trata de alejarla del vicio del juego. Con Mónica (Victoria Onetto), su hermana, no puede mantener una relación fluida. Alberto escucha los consejos de Vicente (Raúl Taibo), su fiel amigo ciego, quien lo asiste en todo lo que se propone.

## Elenco

### Protagonistas
- Andrea del Boca como Sofía Campos.
- Dady Brieva como Alberto Muzzopappa.

### Elenco Protagónico
- Alberto Martín como Hipólito Campos.
- Victoria Onetto como Mónica Muzzopappa.
- Carola Reyna como Leonor Muzzopappa.
- Perla Santalla como Delia Muzzopappa.
- Juan Palomino como Omar Fortunato.
- Fabián Mazzei como Orlando.
- Favio Posca como Bocha.
- Dolores Fonzi como Romina Muzzopappa.

### Elenco Principal
- Diego Pérez como Horacio "Yiyi".
- Mirta Wons como Teresa "Titi".
- Jessica Schultz como Ester.
- Eduardo Blanco como Luis Filkenstein.
- Jimena Barón como Ana "Anita" Campos.
- Carlos Portaluppi como Raúl.
- Graciela Stéfani como Inés.
- Rita Cortese como Elsa Campos.
- Melina Petriella como María.
- Raúl Rizzo como Diego
- Raúl Taibo como Vicente.

### Elenco Recurrente
- Érica Rivas como Laura.
- Joaquín Furriel como Dani.
- Julieta Novarro como Cecilia.
- Graciela Tenenbaum como Fabiana.
- Facundo Espinosa como Mono.
- Francisco Fernández de Rosa como Nicolás.
- Oscar Núñez (†) como Nono.
- Matías del Pozo como Manuel.
- Ricardo Puente como Miguelito.
- Sofía Bertolotto como Erica.
- Peto Menahem como Salomón.

### Participaciones
- Adrián Martel (†) como Llave Inglesa.
- Martín Seefeld como Marcelo Rodríguez.
- Adrián Suar como Federico Falcone (el 22) (personaje de 22, el loco).
- Eugenia Tobal como como Magdalena "Magda".
- Juan Leyrado como el Gran Sodero.
- Juan Carlos Mesa (†) como Armando/Hilario.
- Juan Gil Navarro como Fidel.
- Luciano Cáceres como Diego/Franco.
- Cristina Tejedor como Fernanda Giroldi.
- Elena Roger
- Mario Moscoso
- Adriana Salonia
- Diana Lamas
- Víctor Bó
- Jorge Mayorano
- Cristian Barraza Vicencio

## Premios y nominaciones
| Año  | Premio               | Categoría                      | Programa             | Resultado |
| ---- | -------------------- | ------------------------------ | -------------------- | --------- |
| 2001 | Premio Martín Fierro | Mejor comedia                  | El sodero de mi vida | Ganadora  |
| 2001 | Premio Martín Fierro | Actriz protagonista de comedia | Andrea del Boca      | Ganadora  |
| 2001 | Premio Martín Fierro | Actor protagonista de comedia  | Dady Brieva          | Ganador   |
| 2001 | Premio Martín Fierro | Actriz de reparto en comedia   | Carola Reyna         | Nominada  |
| 2001 | Premio Martín Fierro | Actriz de reparto en comedia   | Dolores Fonzi        | Nominada  |
| 2001 | Premio Martín Fierro | Actriz de reparto en comedia   | Rita Cortese         | Ganadora  |
| 2001 | Premio Martín Fierro | Actor de reparto en comedia    | Alberto Martín       | Ganador   |
| 2001 | Premio Martín Fierro | Actor de reparto en comedia    | Favio Posca          | Nominado  |
| 2001 | Premio Martín Fierro | Actuación infantil             | Matías del Pozo      | Ganador   |
| 2001 | Premio Martín Fierro | Actuación infantil             | Jimena Barón         | Nominada  |

## Sucesión de tiras diarias dePol-ka Producciones
| Predecesor: ''Campeones de la vida'' | ''El sodero de mi vida'' 2001/2002 | Sucesor: ''Son amores'' |